# Amanty
Amanty és un municipi francès situat al departament del Mosa i a la regió del Gran Est. L'any 2007 tenia 53 habitants.

## Demografia

### Població
El 2007 la població de fet d'Amanty era de 53 persones. Hi havia 26 famílies, de les quals 9 eren unipersonals (9 dones vivint soles i 9 dones vivint soles), 4 parelles sense fills, 9 parelles amb fills i 4 famílies monoparentals amb fills.
La població ha evolucionat segons el següent gràfic:
Habitants censats

### Habitatges
El 2007 hi havia 25 habitatges, 23 eren l'habitatge principal de la família i 2 eren segones residències. Tots els 25 habitatges eren cases. Dels 23 habitatges principals, 21 estaven ocupats pels seus propietaris i 2 estaven cedits a títol gratuït; 3 tenien dues cambres, 1 en tenia tres, 3 en tenien quatre i 15 en tenien cinc o més. 18 habitatges disposaven pel capbaix d'una plaça de pàrquing. A 9 habitatges hi havia un automòbil i a 11 n'hi havia dos o més.

### Piràmide de població
La piràmide de població per edats i sexe el 2009 era:
| Homes | Edats   | Dones |
| ----- | ------- | ----- |
| 0     | 95 o +  | 0     |
| 0     | 90 a 94 | 0     |
| 0     | 85 a 89 | 0     |
| 0     | 80 a 84 | 0     |
| 0     | 75 a 79 | 0     |
| 0     | 70 a 74 | 4     |
| 0     | 65 a 69 | 0     |
| 4     | 60 a 64 | 0     |
| 0     | 55 a 59 | 4     |
| 8     | 50 a 54 | 8     |
| 0     | 45 a 49 | 4     |
| 0     | 40 a 44 | 0     |
| 0     | 35 a 39 | 0     |
| 0     | 30 a 34 | 0     |
| 0     | 25 a 29 | 0     |
| 0     | 20 a 24 | 4     |
| 0     | 15 a 19 | 0     |
| 0     | 10 a 14 | 4     |
| 0     | 5 a 9   | 0     |
| 0     | 0 a 4   | 0     |

## Economia
El 2007 la població en edat de treballar era de 32 persones, 24 eren actives i 8 eren inactives. De les 24 persones actives 22 estaven ocupades (13 homes i 9 dones) i 2 estaven aturades (2 dones i 2 dones). De les 8 persones inactives 4 estaven jubilades i 4 estaven estudiant.
Activitats econòmiques
Els 2 establiments que hi havia el 2007 eren d'empreses extractives.
L'any 2000 a Amanty hi havia 6 explotacions agrícoles.

## Poblacions més properes
El següent diagrama mostra les poblacions més properes.